# Verleden tijd (Suzan & Freek)
Verleden tijd is een lied van het Nederlandse zangduo Suzan & Freek. Het werd op 23 mei 2024 als single uitgebracht. Het nummer verscheen op 1 juni 2024 in de Nederlandse Top 40 en de Nederlandse Single Top 100 en op 8 juni 2024 in de Vlaamse Ultratop 50.

## Achtergrond
"Verleden tijd" is geschreven door Suzan Stortelder, Freek Rikkerink, Léon Palmen en Martijn Konijnenburg (van Goldkimono) en geproduceerd door Palm Trees. Het nummer gaat over "het moeten loslaten van een liefde of vriendschap, terwijl je dat nog niet onder ogen wil zien."
De officiële videoclip werd op 29 mei 2024 uitgebracht en werd opgenomen in Het Spoorwegmuseum in Utrecht.

## Hitnoteringen

### Nederlandse Top 40
| Hitnotering: 01-06-2024 t/m 29-06-2024 | Hitnotering: 01-06-2024 t/m 29-06-2024 | Hitnotering: 01-06-2024 t/m 29-06-2024 | Hitnotering: 01-06-2024 t/m 29-06-2024 | Hitnotering: 01-06-2024 t/m 29-06-2024 | Hitnotering: 01-06-2024 t/m 29-06-2024 | Hitnotering: 01-06-2024 t/m 29-06-2024 | Hitnotering: 01-06-2024 t/m 29-06-2024 |
| Week:                                  | 1                                      | 2                                      | 3                                      | 4                                      | 5                                      |                                        |                                        |
| -------------------------------------- | -------------------------------------- | -------------------------------------- | -------------------------------------- | -------------------------------------- | -------------------------------------- | -------------------------------------- | -------------------------------------- |
| Positie:                               | 40                                     | 36                                     | 35                                     | 35                                     | 40                                     | uit                                    |                                        |

### NederlandseSingle Top 100
| Hitnotering: 01-06-2024 t/m 06-07-2024 | Hitnotering: 01-06-2024 t/m 06-07-2024 | Hitnotering: 01-06-2024 t/m 06-07-2024 | Hitnotering: 01-06-2024 t/m 06-07-2024 | Hitnotering: 01-06-2024 t/m 06-07-2024 | Hitnotering: 01-06-2024 t/m 06-07-2024 | Hitnotering: 01-06-2024 t/m 06-07-2024 | Hitnotering: 01-06-2024 t/m 06-07-2024 | Hitnotering: 01-06-2024 t/m 06-07-2024 |
| Week:                                  | 1                                      | 2                                      | 3                                      | 4                                      | 5                                      | 6                                      |                                        |                                        |
| -------------------------------------- | -------------------------------------- | -------------------------------------- | -------------------------------------- | -------------------------------------- | -------------------------------------- | -------------------------------------- | -------------------------------------- | -------------------------------------- |
| Positie:                               | 49                                     | 45                                     | 46                                     | 49                                     | 69                                     | 76                                     | uit                                    |                                        |

### VlaamseUltratop 50
| Hitnotering: (Week 1) 08-06-2024 Hitnotering: (Week 2 t/m 9) 22-06-2024 t/m 10-08-2024 | Hitnotering: (Week 1) 08-06-2024 Hitnotering: (Week 2 t/m 9) 22-06-2024 t/m 10-08-2024 | Hitnotering: (Week 1) 08-06-2024 Hitnotering: (Week 2 t/m 9) 22-06-2024 t/m 10-08-2024 | Hitnotering: (Week 1) 08-06-2024 Hitnotering: (Week 2 t/m 9) 22-06-2024 t/m 10-08-2024 | Hitnotering: (Week 1) 08-06-2024 Hitnotering: (Week 2 t/m 9) 22-06-2024 t/m 10-08-2024 | Hitnotering: (Week 1) 08-06-2024 Hitnotering: (Week 2 t/m 9) 22-06-2024 t/m 10-08-2024 | Hitnotering: (Week 1) 08-06-2024 Hitnotering: (Week 2 t/m 9) 22-06-2024 t/m 10-08-2024 | Hitnotering: (Week 1) 08-06-2024 Hitnotering: (Week 2 t/m 9) 22-06-2024 t/m 10-08-2024 | Hitnotering: (Week 1) 08-06-2024 Hitnotering: (Week 2 t/m 9) 22-06-2024 t/m 10-08-2024 | Hitnotering: (Week 1) 08-06-2024 Hitnotering: (Week 2 t/m 9) 22-06-2024 t/m 10-08-2024 | Hitnotering: (Week 1) 08-06-2024 Hitnotering: (Week 2 t/m 9) 22-06-2024 t/m 10-08-2024 | Hitnotering: (Week 1) 08-06-2024 Hitnotering: (Week 2 t/m 9) 22-06-2024 t/m 10-08-2024 | Hitnotering: (Week 1) 08-06-2024 Hitnotering: (Week 2 t/m 9) 22-06-2024 t/m 10-08-2024 |
| Week:                                                                                  | 1                                                                                      |                                                                                        | 2                                                                                      | 3                                                                                      | 4                                                                                      | 5                                                                                      | 6                                                                                      | 7                                                                                      | 8                                                                                      | 9                                                                                      |                                                                                        |                                                                                        |
| -------------------------------------------------------------------------------------- | -------------------------------------------------------------------------------------- | -------------------------------------------------------------------------------------- | -------------------------------------------------------------------------------------- | -------------------------------------------------------------------------------------- | -------------------------------------------------------------------------------------- | -------------------------------------------------------------------------------------- | -------------------------------------------------------------------------------------- | -------------------------------------------------------------------------------------- | -------------------------------------------------------------------------------------- | -------------------------------------------------------------------------------------- | -------------------------------------------------------------------------------------- | -------------------------------------------------------------------------------------- |
| Positie:                                                                               | 48                                                                                     | uit                                                                                    | 50                                                                                     | 47                                                                                     | 38                                                                                     | 44                                                                                     | 46                                                                                     | 49                                                                                     | 41                                                                                     | 34                                                                                     | uit                                                                                    |                                                                                        |